# Евреи
Евреите (на иврит: יְהוּדִים, йеудим; на идиш: ייִדן, иден) са народ, наброяващ над 13 милиона души, повечето от които живеят в Израел и САЩ, но в продължителната си история формират широко разпръсната диаспора. Традиционната им религия е юдаизмът. Говорят иврит или различни местни еврейски езици, като идиш, ладински и други.

## История

### Преди Новата ера
Първите сведения за еврейския народ датират от XIII век пр.н.е. и са открити върху Мернептахската стела, който показва, че те са населявали земите на Израел, където понастоящем е разположена и държавата Израел.
Там те развиват монотеистична религия юдаизъм. През XI век пр.н.е., под натиска на филистимците, израилтяните се обединяват под ръководството на един цар. Обединеното царство съществува от 1050 до 920 г. пр.н.е., когато се разделя на две – Царство на Израел (северната част от страната) и Царството на Юдея (южната част). През 722 г. пр.н.е. асирийците завладяват северното царство и разгонват част от населението. Южното царство пада под ударите на Вавилон през 586 г. пр.н.е.
В резултат на завоевателни войни и последвали изселвания, започнали в VIII век пр.н.е., се формира и еврейска диаспора – евреи, които са пленени или бягат в Египет, Сирия, Месопотамия или Персия.
Евреите успели да оцелеят в условия, при които не един път загубват национално-политическата си идентичност.
Юдея е васално царство по време на Римската империя (завлядяна през 63 г. пр.н.е.), което постепенно се превръща в провинция. През 65 г. избухва въстание срещу римляните, потушено от императорите Веспериан и Тит Флавий. През 135 г. император Адриан потушава поредното еврейско въстание, като този път изгонва населението от Юдея и преименува територията от Юдея на Палестина.

### В Средновековието
Евреите се заселват в Европа, като този процес се засилва особено след IV век. Църквата успява да привлече в лоното си всички европейци едва през IX век, като налага каноничното право сред европейските народи, вкл. и правилата за общуване с хората от други вероизповедания. В този смисъл е и наложената на практика забрана за общуване с евреите, които продължават да запазват своите религиозни обичаи и традиции и не се покръстват.
 От друга страна, Църквата се вижда принудена да направи от евреите добри граждани, тъй като библейските принципи забраняват лихвата и единственият начин за финансови операции е те да се извършват със заеми от друговерци, но при предварително уговорени условия. Съдбата на евреите е различна в различните европейски страни и често зависи от конюнктурна политика.
В повечето страни евреите живеят в мир, но не след дълго все повече проблеми създава тяхното нежелание да се покръстят и да изповядват християнството – нещо, което Църквата започва да налага активно, особено след IX век. Не е за пренебрегване и фактът, че евреите са сравнително заможни, което е предпоставка за редица владетели да конфискуват имотите им или да изискват „откупуване“ на мирното съществуване от страна на евреите.
В редица страни те са подложени на изселвания и преследвания, особено силни по време на кръстоносните походи. Така например през 1290 г. на евреите е забранено да живеят в Англия (забраната отпада едва през 1655 г.). Обяснението за тези преследвания е в престъпленията, които се приписват на евреите. Те биват държани отговорни за престъпления, датиращи на хиляди години, както и за всяко природно или човешко бедствие. През XIII век евреите са обвинени за нашествието на монголските орди. 100 години по-късно евреите са обвинени за чумата, обхванала континента. През 1394 г. те са изгонени от Франция, а по-късно и от редица области в Германия, Италия и Балканите. Евреите ашкенази, които мигрират в Централна Европа, носят със себе си езика идиш, германски език, създаден от тях, който продължават да използват и до днес.
Църквата обаче продължава да се опитва да наложи християнството върху евреите, а съпротивата им довежда до различни ограничения на гражданските им права. Така се появяват и отделните квартали (гета) в градовете – само за евреи, както и отличителни знаци върху дрехите им (по-късно Хитлер заимства този опит по време на „Третия райх“). Това ги прави изкупителни жертви в обект на присмех и омраза от страна на съгражданите им.
Най-голямото изселване на евреите се осъществява от Испания през 1492 г., от Сицилия през следващата година, и от Португалия през 1496 г. Те намират подслон в земите на турската империя, приети от султан Баязид II.

### Еврейско просвещение (хаскала)
Хаскала е движение сред европейските евреи, зародило се във втората половина на XVIII век, което пропагандира налагането на ценностите на Просвещението сред еврейския народ с цел по-добра интеграция в европейското общество, наблягане на образованието. В резултат от Хаскалата се стига до създаването на първите еврейски политически движения.

### Ционизъм
Много от евреите – привърженици на Хаскала, с тревога наблюдават продължаващия антисемитизъм в края на XIX век, особено погромите през 1880 г. в Русия, аферата Драйфус във Франция през 1894 г. и др. Много евреи в Източна Европа приемат социализма като изход от гоненията срещу евреите, но други, ционисти, водени от Теодор Херцел, виждат решението на тези проблеми в създаването на еврейска държава.

### Холокост
Антисемитизмът достига най-деструктивната си форма в политиката на Нацистка Германия, която е насочена към унищожаването на евреите. Тази политика довежда до убийството на приблизително 6 милиона евреи, в газовите камери на нацистките концлагери през 1941 – 1945 г.
В началото нацистите използват специални групи, ръководени от СС, чиято цел е „унищожаването на евреите, циганите и политкомисарите“ (по думите на СС-генерала Ерих фон дем Бах-Целевски пред Нюрнбергския процес). В 1942 г. нацисткото ръководство достига до идеята за „окончателното решение на еврейския въпрос“, като създава специални лагери за унищожение на евреите. Невъзможността на евреите да напуснат пределите на Третия райх и жертвите, които падат в лагерите на смъртта допълнително засилват ционизма за установяване на еврейската държава.

## Създаване на Израел
След Първата световна война и мирна конференция в Париж през 1919 г. прието е решение от Общество на народите, според което земите на Израел трябва да станат подмандатна територия Палестина на Великобритания.
След появата на ционизма в края на XIX век евреите се насочват към преселване в земите на Израел. Това се осъществява на няколко „вълни“ – след 1881 г., между 1904 и 1914 г., 1919 – 1923 г., 1924 – 1929 г., както и след появата на нацизма в Германия през 1933 г. До края на Втората световна война в района се преселват близо 600 000 евреи. Броят на преселниците е сравнително малък поради наложения от Великобритания лимит в размер на 75 000 преселници годишно въпреки Декларацията Балфур, че Британия „гледа положително на основаването в Палестина на Национален дом за еврейския народ“.
В 1947 г. напрежението между евреи и араби кара Великобритания да се оттегли от Палестинския мандат. Общото събрание на ООН одобрява Плана на ООН за разделяне, който предвижда около 55 % от земята в Палестина да бъде дадена на евреите, останалите на арабите. Йерусалим следва да бъде международен район под управлението на ООН. Веднага след приемането на Плана, Давид Бен-Гурион приема разделението, докато Арабската лига го отхвърля. На 14 май 1948 е обявена независимата държава Израел. ООН я приема за член на 11 май 1949 г.

## История в България

### Преди Новата ера
Следи за присъствие на евреи по българските земи има в най-различни и най-често – противоречиви в твърденията си източници.

### От Новата ера до Освобождението
Първите доказателства за присъствието на евреите на Балканите датират от II век – това е камъкът от Ескус (село Гиген), с паметен надпис на латински от архисинагогус Йосиф. Синагогата в Пловдив (Филипополис) датира от III – IV век. По време на Първото българско царство пристигат и първите заселници от т.нар. евреи романьоти. Втората компактна маса евреи, преселили се от Унгария, Бохемия и Бавария през XI век, са ашкеназите.
Цар Иван Александър (1331 – 1371) се жени за еврейката Сара (приела християнската вяра под името Теодора), която е и майка на българския цар Иван Шишман.
През 1492 г. по българските земи пристигат първите бежанци от Иберийския полуостров. Голяма група от сефаради започва да устройва своите общности заедно и покрай романьотите в Никопол, София, Филипополис, Татар-Пазарджик. Сеферадските евреи стават определящият компонент в иначе разнородната мозайка, от която е съставено българското еврейство с преселници от Германия, Гърция, Италия, Южна Франция и др.
През 1597 г. Морисън пише, че евреите и гърците „държат“ търговията на Турция.

### След Освобождението
След Освобождението от османско владичество, евреите в България се реализират в условията на толерантно отношение от страна на българите. Търновската конституция гарантира еднакви граждански права на всички общности в България, вкл. и на евреите.
Българските евреи участват активно в защитата на Отечеството през Сръбско-българската война, както и в Балканските войни. В началото на 30-те години в Еврейската болница (днес бившата Ендокринология) в София е открит паметник в памет на загиналите във войните за обединение на България евреи. През социализма, преди да бъде направена сградата ѝ в Лозенец, тук е устроена „Правителствена болница“ и паметникът изчезва.
В София е построена и най-голямата в Европа сефарадска синагога (открита на 9 септември 1909 г.)

### Спасяване на българските евреи през Втората световна война
Своеобразен връх в това отношение е спасяването на 48 хиляди евреи от изпращане в концлагерите в нацистка Германия. Започналата от правителството на Цар Борис III депортация на еврейското население е спряна както от действията на Светия синод на Българската православна църква, така и в резултат на граждански протести. Съществена роля за спирането на депортацията на българските евреи има и официалната съпротива на част от депутатите в Парламента, организирани от заместник-председателя на Народното събрание Димитър Пешев, който изпраща остро писмо-протест до министър-председателя Богдан Филов. Важна роля изиграва вдовицата на държавника Петко Каравелов, Екатерина Каравелова – една от създателките на Комитет за защита на евреите.
След приемането на Закона за защита на нацията в 1940 г., евреите в България са изселени в провинцията, имуществото им е конфискувано, а голяма част от мъжете са изпратени в трудови лагери. 11 343 евреи от Тракия и Македония са депортирани в нацисткия концлагер Треблинка, Полша. Повече информация по темата има в статията Холокост в България.

### След Втората световна война
След края на Втората световна война по-голямата част от българските евреи се изселва в Израел. През 1961 – 1962 г. държавата отнема всички имоти, принадлежали на еврейската общност. Собствеността им е възстановена след 10 ноември 1989 г., с изключение на имота, върху който е построен хотел „Рила“.

## Български еврейски организации
- Организация на евреите в България „Шалом“
- Еврейски комитет „Цион“
- Организация „Макаби“

## Религия
Религията на евреите е юдаизмът, монотеистична религия – за разлика от дотогавашните гръко-римски политеизми, на базата на която по-късно възникват монотеистичните изповедания (деноминации) на християнството и исляма.
Евреите вярват в Йехова и в това, че те са богоизбран народ, с обещано спасение и обетована земя.

## Любопитно
- Васил Левски пише в „Нареда на работниците за освобождението на българския народ“: „Българи, турци, евреи и др. ще бъдат равноправни във всяко отношение: било във вяра, било в народност, било в каквото и да било...“.[9]
- Бета израел (фалаша) е етническа група с произход от Етиопия, която изповядва юдаизма и днес е изселена почти изцяло в Израел
- Жутане рома – потомци на смесени бракове между цигани и евреи. В началото на XX век в София еврейската и циганската махала са в непосредствена близост и от 20-те и 30-те години започват все по-често да се срещат смесени бракове между цигани и евреи. Процесът се засилва през Втората световна война, когато евреите и част от циганите са интернирани в провинцията, например в Дупница. По-късно голяма част от потомците на смесените бракове емигрира в Израел.[10]